# Liocranoides gertschi
Liocranoides gertschi är en spindelart som beskrevs av Norman I. Platnick 1999. Liocranoides gertschi ingår i släktet Liocranoides och familjen Tengellidae. Inga underarter finns listade i Catalogue of Life.